# File
file je v informatice název nástroje pro zjišťování typu souboru pomocí prozkoumání obsažených dat. Novější verze nástroje file používají knihovnu libmagic. Program file patří mezi základní nástroje používané v unixových operačních systémech v příkazovém řádku. Je využíván i v grafických uživatelských rozhraních, kde pomáhá určit způsob zpracování souboru (např. po dvojkliku uživatelem) bez ohledu na příponu, kterou daný soubor má (tato skutečnost přispívá například k omezeným možnostem šíření virů v unixových systémech).

## Příklady použití
```
 $ 
file
 
soubor.c

 soubor.c: C program text

 $ 
file
 
program

 program: ELF 32-bit LSB executable, Intel 80386, version 1 (SYSV), dynamically linked 

     (uses shared libs), stripped

 $ 
file
 
/dev/wd0a

 /dev/wd0a: block special (0/0)

 $ 
file
 
-s
 
/dev/hda1

 /dev/hda1: Linux/i386 ext2 filesystem

 $ 
file
 
-s
 
/dev/hda5

 /dev/hda5: Linux/i386 swap file

 $ 
file
 
archiv.gz

 archiv.gz: gzip compressed data, deflated, original filename, `compressed', last

     modified: Thu Jan 26 14:08:23 2006, os: Unix

 $ 
file
 
data.ppm

 data.ppm: Netpbm PPM "rawbits" image data

```